# George Smith (assiriòleg)
George Smith (26 de març de 1840, Chelsea - 19 d'agost de 1876, Alep) era un assiriòleg del Regne Unit, va ser pioner en el camp, i va traduir l'Epopeia de Gilgamesh, el treball més antic conegut de la literatura.

## Inicis
Nascut en una família de classe mitjana de l'Anglaterra victoriana, Smith era un nen superdotat, però les seves oportunitats d'educació estan limitats pel seu medi ambient. Als 14 anys es converteix en aprenent d'impressió, on sobresurt com alumne. Durant el seu temps lliure, fascinat per la història i la cultura assíria, llegeix sobre el tema i visita el Museu Britànic, estudiant les tauletes cuneïformes descobertes a prop de Mossul per Austen Henry Layard i el seu assistent Hormuzd Rassam durant l'expedició arqueològica de l'any 1840. Aviat adquireix més informació sobre l'escriptura cuneïforme i atrau l'atenció del famós assiriòleg Henry Rawlinson.

## Descobriments

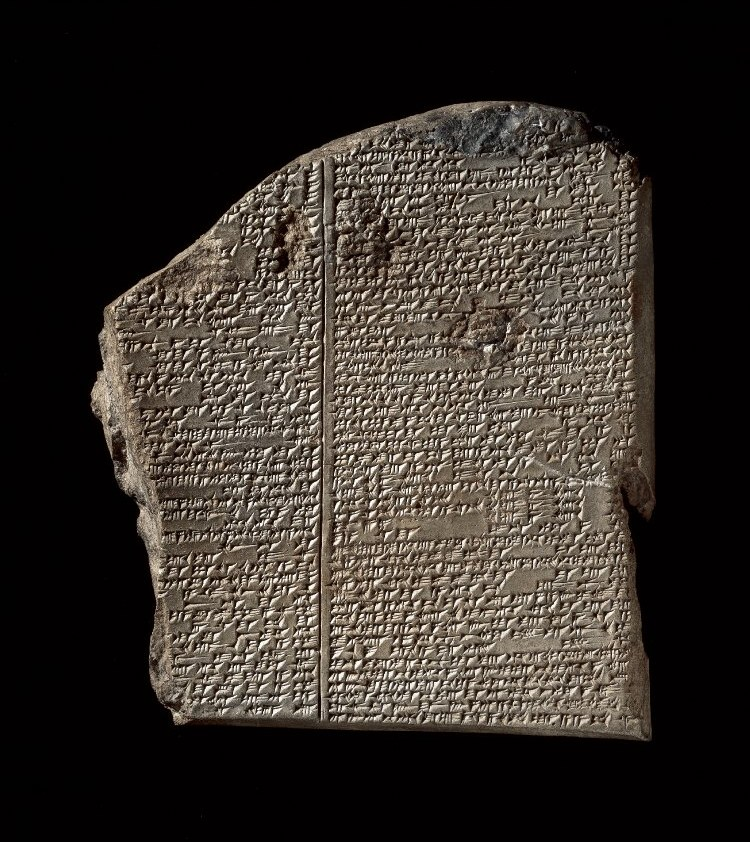
Epopeia de Gilgamesh, escrit en idioma accadi

El seu primer gran descobriment fou establir la data de l'homenatge rendit per Jehu, el rei del Regne d'Israel a Salmanasar III. Per tal fet l'any 1867 i a suggeriment de Rawlinson, va ser nomenat assistent del departament d'Assiriologia. També va descobrir dues inscripcions, una de la data de l'eclipsi solar total en el mes de Sivan el maig de 763 aC, i la data de la invasió de Babilònia pels elamites el 2280 aC. En 1871, publicà a la revista Annals of assure-bani-pal traduït i editat per la nova Societat Bíblica d'Arqueologia un article sobre "la història de Babilònia".
L'any 1872, Smith va estudiar algunes de les planxes, que Hormuz Rassam havia enviat al Museu Britànic i intentà desxifrar-les. Immediatament quedà fascinat per la trama de la llegenda, que posteriorment va llegir davant la Societat d'Arqueologia Bíblica el 3 de desembre en presència de Primer Ministre William Ewart Gladstone. Però malauradament només tenia una part del text. Li mancaven unes parts del final del relat d'Ut-napisti.
Un diari prou conegut, el Daily Telegraph li posà 1.000 guinees a la seva disposició per cercar la resta del text. El gener de 1873, Smith organitzar el viatge a Nínive pagat pel diari, a fi de trobar les desaparegudes tauletes de la història de la inundació, aquest viatge va ser un èxit. Smith tornar de Mesopotàmia a Londres amb 384 fragments de planxes d'argila amb les que va poder completar el relat. Sorprès descobrir que es tractava d'una descripció del Diluvi, exactament igual al de la Bíblia.

## Mort
El març de 1876, el Museu Britànic enviar a Smith a buscar les restes de la Biblioteca d'Assurbanipal, a Ikisji, un poblat proper a Alep, on es posà malalt de disenteria. Va morir el 19 d'agost. Deixà una vídua i diversos fills, a qui la reina va donar una anualitat de 150 lliures.

## Obres
- George Smith (1871). Annals of Assur-bani-pal.
- George Smith (1875). Assyrian Discoveries: An Account of Explorations and Discoveries on the Site of Nineveh, During 1873 to 1874
- George Smith (1876). The Chaldean Account of Genesis
- George Smith (1878). History of Sennacherib. Editat per Archibald Henry Sayce.
- George Smith (18--). The History of Babylonia. Editat per Archibald Henry Sayce.

## Edicions en línia
- Assyrian Discoveries. New York: Scribner, Armstrong & Co., 1876. From Google Books.
- The Chaldean Account of Genesis. New York: Scribner, Armstrong & Co., 1876.
- History of Sennacherib. London: Williams and Norgate, 1878.
- The History of Babalonia. London : Society for Promoting Christian Knowledge; New York : E. & J. B. Young.